# Wereldkampioenschap voetbal 2018 (Groep F) Duitsland - Zweden
Dit artikel gaat over de wedstrijd in de groepsfase in groep F tussen Duitsland en Zweden die gespeeld werd op zaterdag 23 juni 2018 tijdens het wereldkampioenschap voetbal 2018. Het duel was de 29e wedstrijd van het toernooi.

## Voorafgaand aan de wedstrijd
- Duitsland stond bij aanvang van het toernooi op de eerste plaats van de FIFA-wereldranglijst.[1]
- Zweden stond bij aanvang van het toernooi op de 24e plaats van de FIFA-wereldranglijst.[2]
- De confrontatie tussen de nationale elftallen van Duitsland en Zweden vond 36 maal eerder plaats.[3]
- Het duel vond plaats in het Olympisch Stadion Fisjt in Sotsji. Dit stadion werd in 2013 geopend en heeft een capaciteit van 49.659.

## Wedstrijdgegevens[4]
| Datum                | 23 juni 2018                                                                             | 23 juni 2018                                                                             |
| Wedstrijdnummer      | 29                                                                                       | 29                                                                                       |
| Stadion              | Olympisch Stadion Fisjt, Sotsji                                                          | Olympisch Stadion Fisjt, Sotsji                                                          |
| Toeschouwers         | 44.287                                                                                   | 44.287                                                                                   |
| Scheidsrechter       | Szymon Marciniak                                                                         | Szymon Marciniak                                                                         |
| Assistenten          | Pawel Sokolnicki Tomasz Listkiewicz                                                      | Pawel Sokolnicki Tomasz Listkiewicz                                                      |
| Vierde official      | Ryuji Sato                                                                               | Ryuji Sato                                                                               |
| Videoscheidsrechters | Clément Turpin Cyril Gringore (assistent) Paweł Gil (assistent) Paolo Valeri (assistent) | Clément Turpin Cyril Gringore (assistent) Paweł Gil (assistent) Paolo Valeri (assistent) |
| Man van de wedstrijd | Marco Reus                                                                               | Marco Reus                                                                               |
|                      | Duitsland                                                                                | Zweden                                                                                   |
| Doelpunten           | 2                                                                                        | 1                                                                                        |
| Gele kaarten         | 0                                                                                        | 2                                                                                        |
| Rode kaarten         | 1                                                                                        | 0                                                                                        |
| Wissels              | 3                                                                                        | 3                                                                                        |
| Schoten op doel      | 13                                                                                       | 7                                                                                        |
| Schoten naast doel   | 4                                                                                        | 1                                                                                        |
| Overtredingen        | 12                                                                                       | 13                                                                                       |
| Hoekschoppen         | 8                                                                                        | 3                                                                                        |
| Buitenspel           | 5                                                                                        | 2                                                                                        |
| Vrije trappen        | 15                                                                                       | 17                                                                                       |
| Balbezit (%)         | 71                                                                                       | 29                                                                                       |

| Duitsland | 2 – 1        | Zweden |
| Marco Reus 48' Toni Kroos 90+5' | goals        | 32' Ola Toivonen |
| Joachim Löw | bondscoach   | Janne Andersson |
| Manuel Neuer Jonas Hector 87' Antonio Rüdiger Jérôme Boateng Joshua Kimmich Julian Draxler 46' Toni Kroos Sebastian Rudy 31' Timo Werner Marco Reus Thomas Müller | opstellingen | Robin Olsen Mikael Lustig Victor Lindelöf Andreas Granqvist Ludwig Augustinsson Sebastian Larsson Albin Ekdal Emil Forsberg 74' Viktor Claesson 90' Marcus Berg 78' Ola Toivonen |
| İlkay Gündoğan 31' Mario Gómez 46' Julian Brandt 87' | wissels      | 74' Jimmy Durmaz 78' John Guidetti 46' Isaac Thelin |
| | gele kaarten | 52' Albin Ekdal 90' Sebastian Larsson |
| Jérôme Boateng 71', 82' | rode kaarten | |